# Cantone di Arles
Il Cantone di Arles è una divisione amministrativa dell'arrondissement di Arles.
È stato costituito a seguito della riforma approvata con decreto del 18 febbraio 2014, che ha avuto attuazione dopo le elezioni dipartimentali del 2015.

## Composizione
Comprende i 3 comuni di:
- Arles
- Port-Saint-Louis-du-Rhône
- Saintes-Maries-de-la-Mer